# 方锦龙
方锦龙（1963年—），安徽安庆人，中国網紅、琵琶演奏者、收藏家，中国现代五弦琵琶的代表人物。是中国音乐家协会会员。以琵琶最為拿手。任中国民族管弦乐学会理事、中国琵琶学会常务理事、广东省文化学会副会长等。
但也有不少人指出方錦龍只是能演奏那些樂器，實際上並不專精，無法和專業的音樂家相提並論。

## 生平
1978年入济南军区前卫民族乐团，任弹拨乐首席。1985年赴日本参加由四国举办的丝绸之路音乐会，第一次看见日本正仓院收藏的唐代五弦琵琶，遂开始尝试复原中国失传的五弦琵琶。1988年调入广州军区战士歌舞团任独奏演员。1997年以正团职级别转业至广东省民族乐团，任第一副团长。1980年出国演奏，在芬兰赫尔辛基用琵琶弹中国古曲《春江花月夜》。之后多次出访世界各地，先后在广州、香港、澳门、上海、合肥、武汉、长沙等地举行个人演奏会；策划、指挥多场民族交响音乐会。2003年9月，与钢琴演奏家方奕组成“双方出击”组合，作为“中法文化年”的音乐使者，后又成立以“双方出击”为领队的音乐组合“芳华十八”，在博鳌亚洲论坛2004年年会期间作文艺演出。
2018年3月2日，参加廣東衛視節目《国乐大典》。

## 成就
- 制作了五弦琵琶并注册了专利。[5]
- 出版个人专辑数十张，如 《琵琶行》、 《静夜思》、《临安遗恨》、《十面埋伏》等。另发表专著《五弦琵琶演奏法》、《方氏阮咸指拨法》等。